# L'invasione delle api regine
L'invasione delle api regine è un film del 1973 diretto dal regista Denis Sanders. È un film horror fantascientifico intriso di un tenue erotismo.

## Trama
In una piccola città degli Stati Uniti muoiono, in tre giorni, otto uomini, tutti per collasso cardiaco provocato da un "eccessivo impegno sessuale". Poiché le vittime erano quasi tutti scienziati, membri di un istituto di ricerche finanziato dal governo federale, a indagare sui misteriosi decessi è chiamato l'agente dei servizi segreti Neil Agar. Costui, scopre che gli scienziati sono stati assassinati dagli esperimenti messi in atto dalla folle dottoressa Susan Harris che ha iniettato il veleno di api sottoposte ad una pioggia radioattiva nel sangue di avvenenti ragazze per trasformarle in mutanti assassine. La mutazione si verifica nel momento culminante dell'atto sessuale, con prevedibile, mortale conseguenza per gli ignari partners. Salvata in extremis la propria fidanzata, in procinto di subire la loro stessa sorte, Agar provoca la fine della Harris e delle sue api regine.

## Produzione
È stato girato in gran parte a Santa Clarita (California).

## Distribuzione
Il film è stato distribuito in Italia nella primavera del 1977. Il doppiaggio è stato affidato alla Cine Video Doppiatori.
La pellicola è entrata nel pubblico dominio negli Stati Uniti.

## Critica
Come scrive Davide Pulici «Non che ci sia chissà che nelle sequenze erotiche, e i nudi frontali non vanno mai più in giù del seno, però promana dal film una sensualità sottile, acre, insinuante. Sarà che le attrici, tutte, dalla Ford alla Vetri, dalla Aries alle "api operaie" di secondo piano, hanno una fisicità che ispira sesso. E sarà anche che Sanders (vincitore nel 1955 e nel 1970 di due Oscar, per il soggetto del corto A Time Out of War e per il documentario Czechoslovakia 1968) conosce l'arte del morboso e se ne compiace, basta vedere come rende caldo e partecipe il rituale della mutazione...»
"Dennis Sanders sviluppa senza fantasia una storia che vorrebbe strizzare l'occhio al femminismo e che in realtà fa leva esclusivamente sull'avvenenza delle interpreti generosamente discinte."